# Pháo tự hành chống tăng Jagdtiger
Panzerjäger Tiger Ausf. B Jagdtiger (Sd. Kfz. 186) là tên một loại pháo tự hành hạng nặng thuộc sư đoàn Jagdpanzer phục vụ lực lượng quân đội Đức Quốc xã từ năm 1944 đến cuối cuộc chiến (ở cả hai mặt trận). Jagdtiger được bọc giáp rất tốt và trang bị vũ khí khá nặng nề, đây là loại pháo tự hành bọc giáp nặng nhất được sản xuất hàng loạt trong thế chiến II.

## Phát triển
Việc phát triển Jagdtiger chủ yếu là do sự thành công của StuG-III trên chiến trường lúc bấy giờ, bộ chỉ huy Đức Quốc xã lo sợ Liên Xô sẽ đưa ra một loại pháo tự hành khác để đối chọi với StuG-III nên đã yêu cầu tập đoàn Porsche thiết kế và sản xuất gấp Jagdtiger.
Cũng giống như StuG-III, Jagdtiger được lắp khung gầm của xe tăng (Tiger II) nhưng được bọc giáp dày hơn và trang bị vũ khí nặng hơn. Porsche đã sửa hết những thiếu sót của StuG-III như tháp pháo rườm rà, chi tiết, giáp mặt trước và sau, nhiên liệu... Kết quả là Jagdtiger được trang bị nòng pháo khá dài cho phép cự ly bắn được xa hơn, tháp pháo không quá rắc rối, lượng nhiên liệu cũng đã được tăng lên. Những cải tiến này cũng góp phần làm giảm bớt giá thành và thời gian sản xuất của Jagdtiger.

Một mẫu Jagdtiger bằng gỗ(đằng sau chiếc tăng hạng nặng Ý P 26/40)-để ra mắt Hitler vào 20/10/1943

Vào năm 1942, Army General Staff chỉ thị lắp pháo 128mm cho Jagdtiger. Đến 18/5/1942, chỉ định này được gửi đến Adolf Hitler và Hitler đã phê duyệt ngay lập tức. Một vài cuộc thử nghiệm đã được thực hiện và pháo 128mm cho kết quả tốt nhất, một số nòng khác như 88mm và 105mm cũng được thử nghiệm.
Vào năm 1943, Jagdtiger được thử nghiệm trên hai loại khung (khung tăng Panther và Tiger II). Sau đó khoảng 2 tháng, một mẫu Jagdtiger bằng gỗ được sản xuất và ngay lập tức Porsche đã nhận ra khung tăng Panther không phù hợp với Jagdtiger. Vào ngày 20/10/1943, một mẫu Jagdtiger bằng gỗ khác được sản xuất, lần này nó được lắp trên khung tăng Tiger-II, được giới thiệu cho Hitler. Khung tăng Tiger-II có vẻ phù hợp hơn với Jagdtiger. Nó đủ chỗ để lắp nòng pháo 128mm và có thể mang được khá nhiều nhiên liệu.
Jagdtiger được sản xuất chính thức vào đầu năm 1944. Ban đầu nó được đặt tên là Jagdpanzer VI nhưng về sau nó được đặt lại thành Jagdtiger.

## Thiết kế

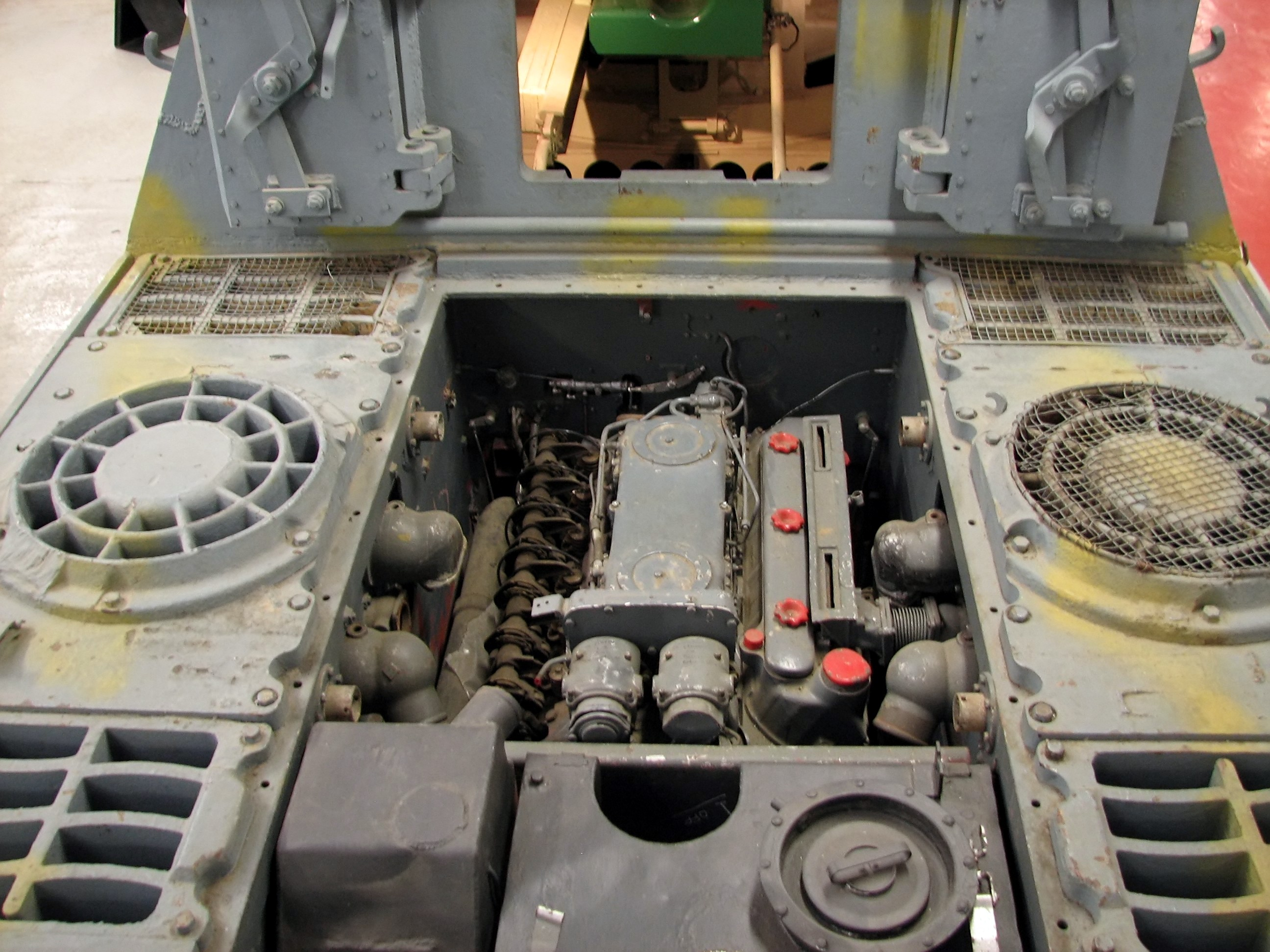
Khoang chứa động cơ của Jagdtiger

Giống như Jagdpanther (dựa trên khung xe tăng Panther), Jagdtiger cũng được lắp trên khung xe tăng Tiger II, tuy nhiên Jagdtiger có kéo dài thêm khung tăng ra để có nhiều chỗ trống hơn. Kết quả là Jagditger có thể chứa nhiều nhiên liệu hơn, có thể bọc được giáp rất dày và lắp được pháo 12.8cm PaK 44 L/55-có thể hạ gục bất cứ loại thiết giáp nào từ khoảng cách 3500m. Jagdtiger có giáp mặt sườn và phía trước dày đến hơn 250mm, phần tháp dày 150mm. Pháo chính của Jagdiger chỉ có thể nâng được khoảng 30 độ.
Do chú trọng quá mức vào việc làm vỏ giáp thật dày nên Jagdtiger trở nên rất nặng, quá sức chịu đựng của động cơ và hệ thống truyền động. Dù rất mạnh khi đấu với xe tăng địch, nhưng Jagdtiger gặp rất nhiều vấn đề về động cơ và máy móc khiến nó trở thành một vũ khí kém hiệu quả. Trọng lượng của nó quá nặng dẫn đến việc động cơ sẽ quá tải và dễ bị hỏng khi hoạt động. Thực tế thì Jagdtiger cũng gặp phải rất nhiều vấn đề về kĩ thuật, hư máy trong khi hoạt động, khi đó nó phải từ bỏ chiến đấu mà phải gọi xe kéo đến đưa về sửa chữa, nếu xe kéo không tới kịp thì nó sẽ phải chết dí một chỗ và thành mồi ngon cho bộ binh, pháo binh và không quân địch. Theo một thống kê của quân đội Đức thì số Jagdtiger bị phá hủy do đạn địch ít hơn so với bị hỏng máy móc và động cơ.

## Lược sử sản xuất
Quân đội Đức dự định sản xuất 150 chiếc Jagdtiger nhưng chỉ một nửa trong số đó được xuất xưởng. 11 chiếc Jagdtiger được lắp hệ thống treo của Porsche, số còn lại được lắp hệ thống treo của Henschel.
Việc sản xuất Jagdtiger được thực hiện khá gấp rút, mặc dù Đồng Minh đã bắt đầu ném bom toàn bộ những khu vực nhà máy sản xuất thiết giáp của Đức nhưng Henschel và Porsche vẫn cố gắng hoàn thành hợp đồng với OKH. Có tổng cổng 77-78 chiếc Jagdtiger được sản xuất tính từ tháng 7/1944 tới tháng 4/1945. Việc sản xuất bị ngừng hoàn toàn đến khoảng tháng 4/1945 và một tháng sau đó thì Đức Quốc xã thua trận.
| Ngày/tháng/năm | Số lượng sản xuất | Số sê-ri #    |
| -------------- | ----------------- | ------------- |
| 2/1944         | 2                 | 305001–305002 |
| 7/1944         | 3                 | 305003–305005 |
| 8/1944         | 3                 | 305006–305008 |
| 9/1944         | 8                 | 305009–305016 |
| 10/1944        | 9                 | 305017–305025 |
| 11/1944        | 6                 | 305026–305031 |
| 12/1944        | 20                | 305032–305051 |
| 1/1945         | 10                | 305052–305061 |
| 2/1945         | 13                | 305062–305074 |
| 3/1945         | 3                 | 305075–305077 |
| 4/1945         | 7                 | 305078–305084 |
| 5/1945         | 4                 | 305085–305088 |
|                |                   |               |

## Lịch sử hoạt động
Chỉ có 2 tiểu đoàn (Schwere Panzerjäger-Abteilung-số 512 và 653) là sở hữu Jagdtiger, chiếc đầu tiên đến tiểu đoàn vào tháng 9/1944. Nhưng vào thời điểm đó thì kíp lái Jagdtiger chưa huấn luyện xong và cũng chưa sẵn sàng lái thử và điều khiển. Xe tăng Đồng Minh lợi dụng tình thế này khi phải đối đầu với Jagdtiger, nếu đánh trực diện với Jagdtiger thì sẽ không bao giờ thắng thế nên các xe tăng Đồng Minh chạy lòng vòng làm Jagdtiger phải đuổi theo, sau khoảng 30 phút thì động cơ sẽ bắt đầu hỏng và lúc đó xe tăng Đồng Minh có thể xử lý Jagdtiger gọn nhẹ. Nhận thấy điều này, bộ chỉ huy quân đội Đức lệnh là phải có 2-3 chiếc Tiger I hoặc Panther đi kèm mỗi khi Jagdtiger xung trận.
Ở mặt trận phía Đông, các loại xe tăng Liên Xô thường rất ít khi thận trọng khi gặp các tăng Đức, xe tăng hạng trung T-34 của họ thường sử dụng các loại đạn 85mm để bắn xe tăng đối thủ. Đạn 85mm không thể nào xuyên thủng nổi lớp giáp trước dày 250mm của Jagdtiger và thực tế, một số lượng khá lớn xe tăng của Liên Xô đã bị phá hủy hoặc thiệt hại khi đối đầu với Jagdtiger. Tuy nhiên, Liên Xô có loại xe tăng hạng nặng IS-2 mang pháo 122mm và pháo tự hành ISU-152 mang pháo 152mm đủ sức công phá được lớp giáp của Jagdtiger.
Jagdtiger có điểm yếu duy nhất ở chỗ động cơ và máy móc. Động cơ của Jagdtiger phải làm việc quá công suất, máy móc phải gồng mình lên để đỡ lấy trọng lượng hơn 70 tấn của Jagd. Trên chiến trường, hơn 2/3 số Jagdtiger bị mất là do hỏng động cơ và khoảng 20% còn lại là do sai lầm của kíp lái. Một điểm yếu nữa của Jagdtiger là tốc độ bắn chậm của nó, loại đạn mà nó bắn ra có sức công phá cao nhưng cũng đồng nghĩa với việc là chúng khá nặng. Nòng pháo 128mm rất dài, khung tăng Tiger II dường như vẫn không đủ để lắp lên Jagdtiger. Nó bắn khá chậm và mỗi lần bắn khói từ nòng tỏa ra khá nhiều, dễ làm mất hướng kíp lái và làm quân địch phát hiện. Nhưng nhìn chung Jagtiger vẫn là loại pháo tự hành có khả năng hạ được mọi loại xe tăng của đối thủ khi đối đầu với nhau.

## Những chiếc còn sót lại

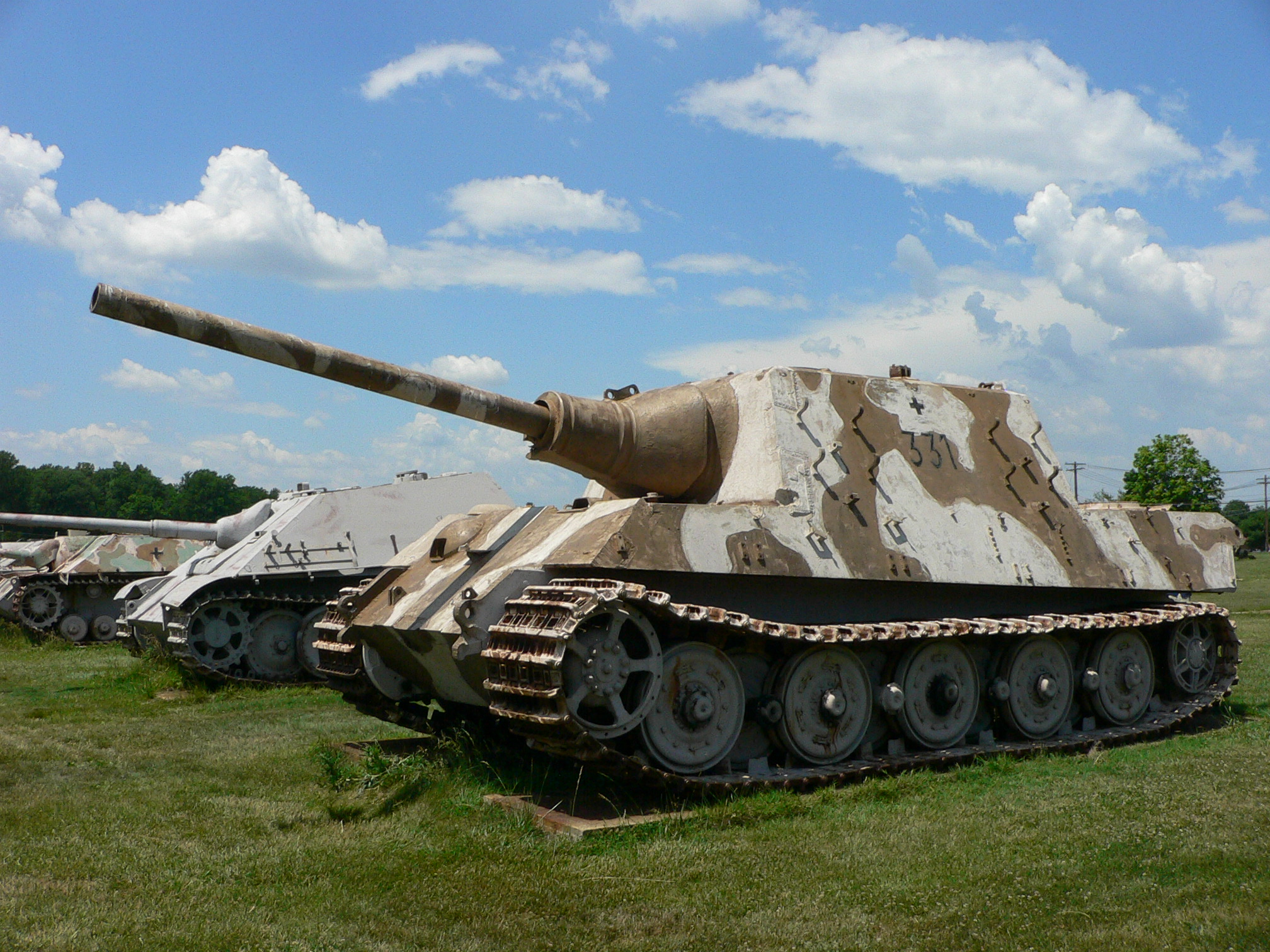
Jagdtiger số 305020 tại bảo tàng US Army Ordnance

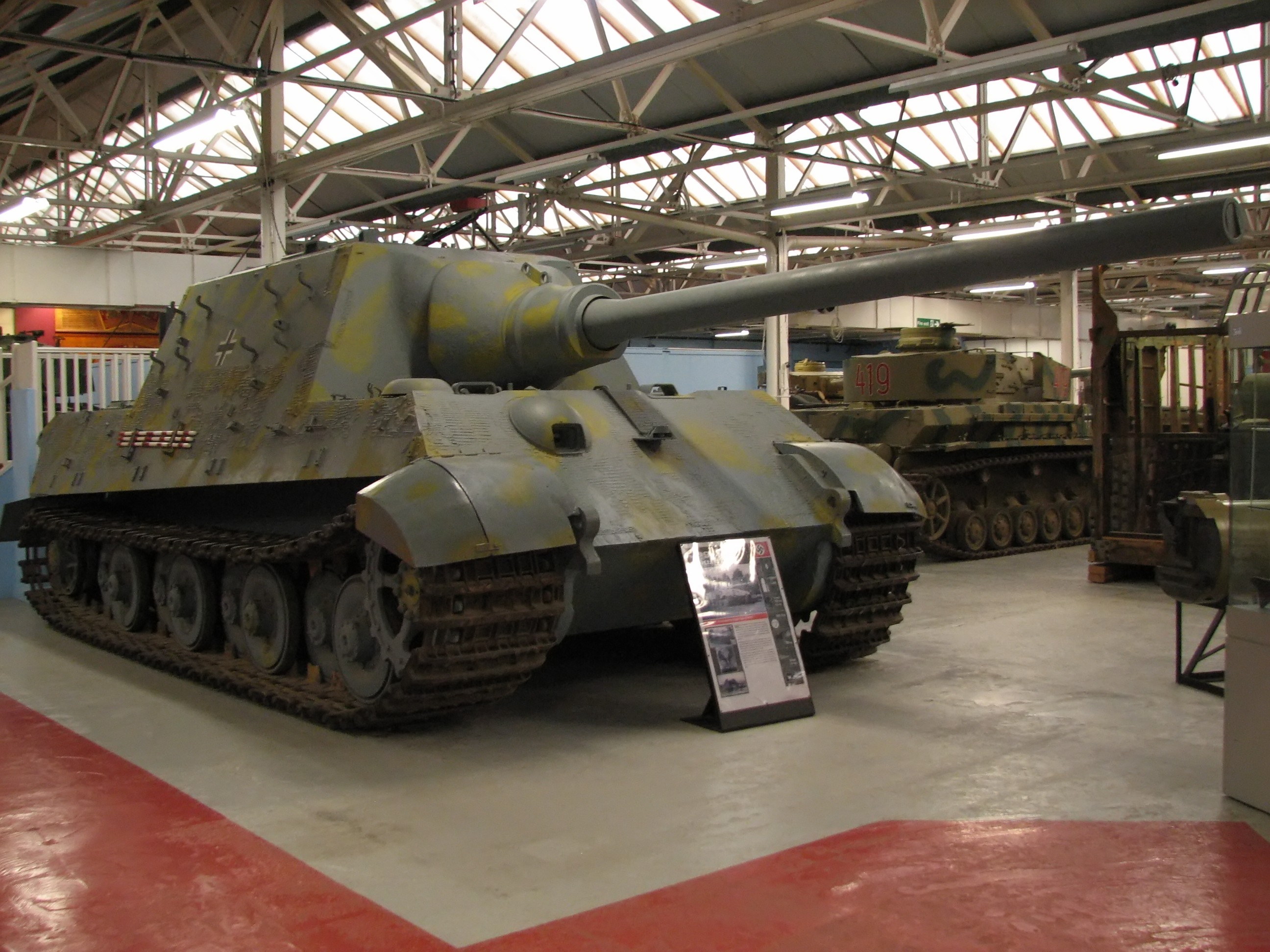
Jagdtiger số 305004 tại bảo tàng thiết giáp Bovington

Hiện giờ chỉ còn 3 chiếc Jagdtiger còn sót lại. Chúng được trưng bày ở các bảo tàng Anh, Mỹ và Nga:
- Chiếc Jagdtiger tại bảo tàng United States Army Ordnance, Aberdeen, Maryland, Mỹ được sản xuất vào tháng 10/1944(sê-ri số 305020). Chiếc Jagdtiger thuộc sư đoàn s.Pz.Jg.Abt 53. Nó bị bắt giữ gần Neustadt an der Weinstraße, Đức vào tháng 3/1945. Chiếc Jagdtiger này vẫn còn dấu vết hư hỏng tại nòng, thân và hai bên sườn.
- Chiếc Jagdtiger trưng bày tại bảo tàng thiết giáp Bovington, Anh là loại được lắp ráp hệ thống treo và tháp pháo của Porsche. Số sê-ri sườn là 305004. Chiếc Jagd này bị bắt giữ bởi lực lượng Anh vào tháng 4/1945 gần Sennelager, Đức. Lúc mang về bảo tàng nó bị thiếu mất một số mắt xích và phần thân-sườn tăng chưa được sơn xong. Hệ thống bánh xích 18 cái cũng được lắp ráp trên sê-ri này.
- Chiếc Jagdtiger trưng bày tại bảo tàng thiết giáp Kubinka, gần Moscow là một biến thể do Henschel sản xuất. Số sê-ri tăng là 305083. Nó là một trong 4 chiếc Jagdtiger thuộc sư đoàn s.Pz.Jg.Abt 653 bị bắt-vì sư đoàn này đã đầu hàng do thiếu nhiên liệu và động cơ bị hư hỏng nặng. Chiếc Jagdtiger này bị hỏng xích và mất khoảng 6 mắt xích.

## Biến thể
Chỉ có duy nhất một mẫu biến thể của Jagdtiger do Porsche thiết kế. Theo như bản thiết kế thì biến thể này sử dụng tháp pháo và hệ thống treo của Porsche. Ngoài ra nó còn được trang bị pháo 88mm PaK 43 (khác với Jagdtiger-PaK 44). Nhưng chúng chưa từng được sản xuất và cũng chưa một lần nào được thí nghiệm.